# Метадонова програма
Метадоновата програма е амбулатория, която е създадена за отпускане на метадон (Долофин), опиоиден аналгетик от програма II, за тези, които злоупотребяват с хероин и други опиоиди. Амбулаториите са фокусирани върху елиминирането или редуцирането на използвания опиоид чрез поставянето на пациентите на метадон. Някои амбулатории предлагат както краткосрочни, така и дългосрочни програми за детоксикация на пациентите си с помощта на метадон. Обичаен термин за вида на лечението в метадоновата амбулатория е „заместваща терапия“. Въпреки че обикновено този метод на лечение се счита за много успешен, използването на тази поддържаща терапия често се оспорва.

## Регулиране и политика
В България съществуват два вида метадонови амбулатории – държавни и частни. Държавните метадонови програми са безплатни. Списък на функциониращите в България метадонови програми може да бъде намерен на сайта на Националния център по наркоманиите.
В Съединените щати, като цяло има два вида метадонови амбулатории – обществени и частни. Публичните клиники обикновено са по-евтини (за посещаване). Въпреки това обикновено има списък с чакащи, поради ограниченото финансиране. Частните клиника са по-скъпи за посещаване, но обикновено или нямат списък с чакащи, или той е кратък. В много части на Съединените щати, метадоновите клиники са малко и рядко срещани, което представлява проблем за пристрастените, търсещи лечение, които живеят далеч от клиниката. Най-много клиники има в Калифорния, Мериленд, Ню Йорк и Ню Джърси.
Метадоновите клиники в САЩ работят под строго федерално наблюдение и регулиране. Лекарството се наблюдава от медицински персонал и е предписано от лекаря. За да започне тази програма на лечение, правилникът изисква лицето да покаже симптоми на пристрастяване към опиоид. Това обикновено се установява просто с проба от урината. Изисква се и медицинско изследване преди прилагането на метадон и новите пациенти често се тестват за определени болести, които преобладават при зависимите популации като ХИВ, хепатит и туберкулоза.

## Използването на метадонови клиники
Въпреки че в САЩ по правило не се изисква, обикновено хората са насърчавани да опитат други видове терапевтично лечение преди да започнат метадоновата програма. Макар че не се ограничава само до възрастните, този метод на лечение обикновено не се разглежда при хората под 18-годишна възраст. От 2013 поради стриктни условия за получаването на рецепти за болкоуспокояващи както и намаляването на злоупотребите с рецепти, изискванията за приемане в метадонова клиника са се променили в области както Ню Йорк. Те включват злоупотребата на опиат от минимум една година и употребата на 135 mg оксикодон, 90 mg оксиморфон, 6 торбички от 25% чист хероин и 200 mg от хидрокодон. В България изискването за предишни неуспешни лечения също е отпаднало.
Важна част от лечението на зависимостта е консултирането. Метадоновите клиники са само за възстановяващи се зависими от опиоиди. Клиниките изискват посещаване както на групови така и на индивидуални консултации. Общоприето е, че колкото по-често индивида сам желае да посещава консултации, толкова по-голям е процеса на успеваемост на програмата.
Метадоновите клиники работят като всички други клиника за пристрастени. Персоналът обикновено се състои от лекар, който следи за лекарствата и лечението и медицински сестри, които раздават лекарството и гарантират ефективното му предоставяне. Освен това има консултанти, които са на разположение за индивидуални и групово консултиране и административен персонал, които ръководи административните функции.

## Ефикасност
Въпреки че метадоновите клиники се считат за ефикасна възможност за лечение на пациенти пристрастени към опиоиди, особено когато другите интервенции претърпяват неуспехи, често има спорове около разположението на метадоновите клиники. Смята се, че присъствието на клиниките привлича престъпността към околните райони. Въпреки това, едно приучаване на Медицинския университет в Мериленд установява, че нивото на престъпността не се увеличава, когато метадонвата клиника е отворена. Това откритие противоречи на няколко проучвания, включително и GAO проучването за 2004, което разкрива, че „Въпреки че тези клиники са предназначение да помагат на тези, които се нуждаят от рехабилитация, пациентите, които търсят лечение трябва да си проправят път от и до клиниката в среда, в която нелегалните продажби на наркотици са ежедневно явление. Усилията на пациентите, които търсят рехабилитация и клиничните професионалисти, които им служат са значително по-застрашени от тази криминална активност, която ги заобикаля.“
Процентите на пациентите, които се връщат към наркотиците след прекъсване на метадоновото лечение е висок – между 70 – 90%. Тези високи проценти от части могат да се дължат на тежестта на случаите, наблюдавани в метадоновите клиники, както и на дългосрочните ефекти от използването на опиоиди. Някои пациенти ще бъдат на метадон до края на живота си, което генерира критиките по отношение на ефективността на клиниките. Поддръжниците твърдят, че клиниките целят не само да елиминират наркотичната зависимост, но също така да помогнат на хората да функционират нормално в живота си.